# Haplochromis polli
Haplochromis polli és una espècie de peix de la família dels cíclids i de l'ordre dels perciformes.

## Morfologia
Els mascles poden assolir els 9,1 cm de longitud total.

## Distribució geogràfica
Es troba al curs inferior del riu Congo (entre Kwamouth i Luozi, Àfrica).